# بادي بورتون
بادي بورتون (بالإنجليزية: Buddy Burton)‏ هو عازف جاز أمريكي، ولد في 1890 في لويفيل في الولايات المتحدة، وتوفي في 1976.

## وصلات خارجية
- بادي بورتون على موقع ميوزك برينز (الإنجليزية)
- بادي بورتون على موقع أول ميوزيك (الإنجليزية)
- بادي بورتون على موقع ديسكوغز (الإنجليزية)